# Augusta Marx
Augusta Marx, également connue sous le surnom de Trude, née le 4 avril 1916 à Nuremberg, en Allemagne, est une militante marxiste et infirmière juive allemande.
Elle fuit l’Allemagne nazie, et se réfugie avec son mari aux Pays-Bas, en France puis en Espagne. Après le début de la guerre civile espagnole, elle rejoint en septembre 1936 le « Groupe International » de la Colonne Durruti (CNT/FAI) et est affectée sur le front d'Aragon. Elle est tuée le 16 octobre 1936 lors de la bataille de Perdiguera près de Saragosse.

## Biographie

### Militantisme et exils

Logo du Sozialistische Arbeiterpartei Deutschlands.

Augusta Marx est fille de commerçants. Elle est militante du Parti socialiste ouvrier d'Allemagne, et collabore à l'organe de presse Freiheit. Elle aurait été emprisonnée pour ces activités. Elle commence des études de médecine qu'elle ne peut terminer, à cause de l'avènement du nazisme. Ses parents sont alors emprisonnés dans un camp de concentration et elle fuit l'Allemagne. Elle s'installe à Amsterdam, où elle vit sous la protection de réseaux d'aide aux immigrés. Elle se réfugie ensuite en France. Elle ne parvient pas à poursuivre ses études de médecine ni à trouver du travail, et part en Espagne en 1935. Au milieu de l'année 1935, elle s'installe à Barcelone et se rapproche du Parti ouvrier d'unification marxiste (POUM). Elle côtoie à Barcelone d'autres émigrés judéo-allemands.

### Implication dans la guerre d'Espagne

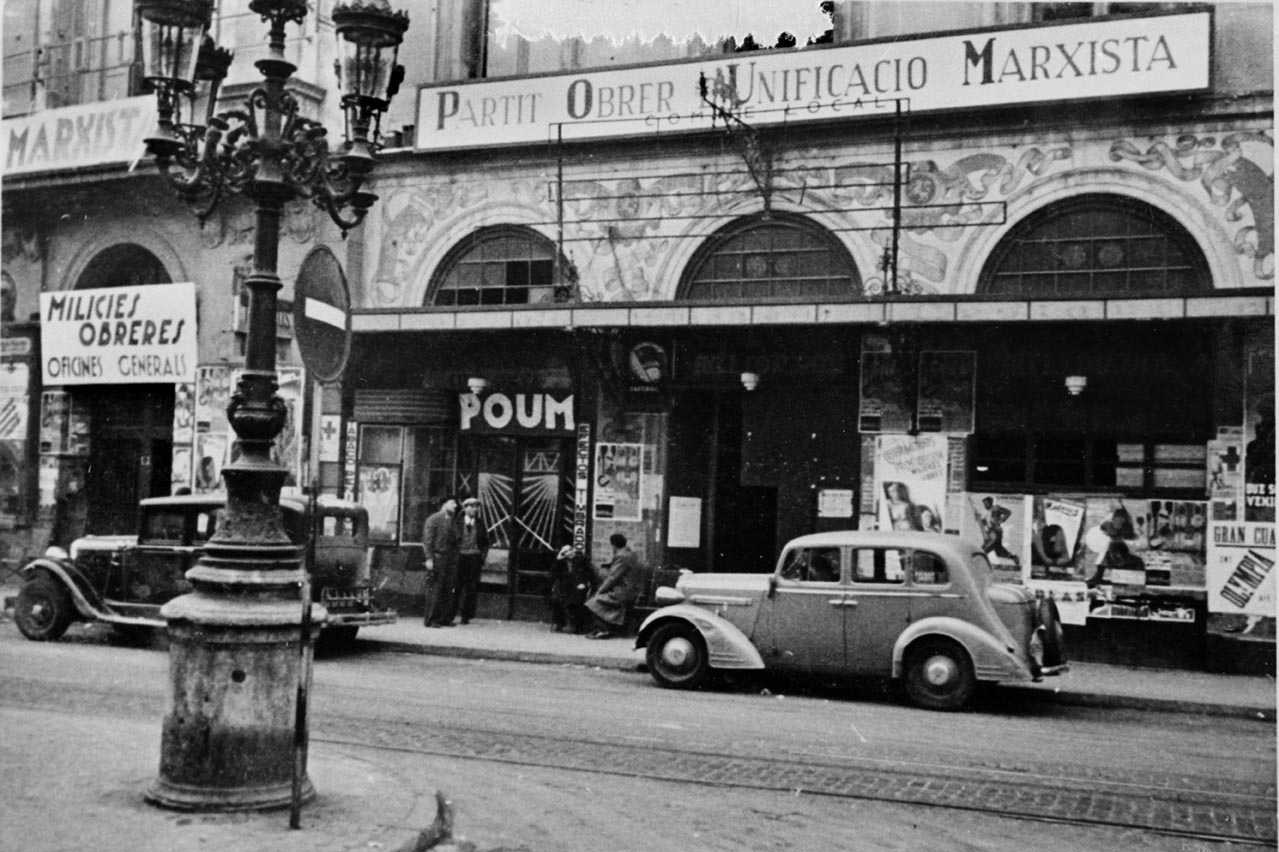
Siège du POUM, 1936-1937.

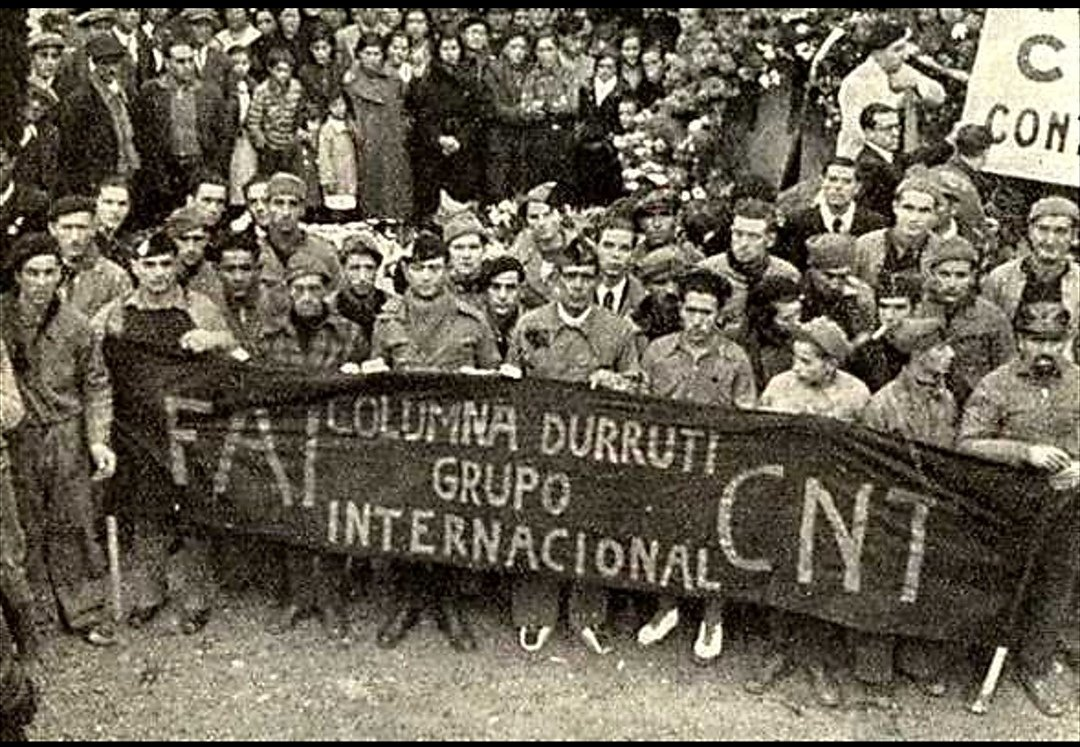
Le « Groupe International » de la Colonne Durruti à l’enterrement de Buenaventura Durruti à Barcelone, le 23 novembre 1936.

Dès le début de la guerre civile espagnole, et dans un contexte révolutionnaire, elle se présente le 12 septembre à la direction du Groupe international du POUM pour rejoindre le front en tant qu'infirmière. Mais leurs services médicaux ne sont pas opérationnels et ne peuvent l'intégrer. Trude, impatiente de partir, parvient à se joindre à une colonne de la CNT allemande, le DAS (Deutschen Anarcho Sindicalisten). Elle part pour le front d'Aragon le 25 septembre dans le Groupe international de la colonne Durruti, pour s'occuper de la cantine et de l'infirmerie, notamment avec deux autres militantes allemandes,,, son amie Margot Tierz, ainsi que Madeleine Gierth, et l'anarchiste française Georgette Kokoczynski. 

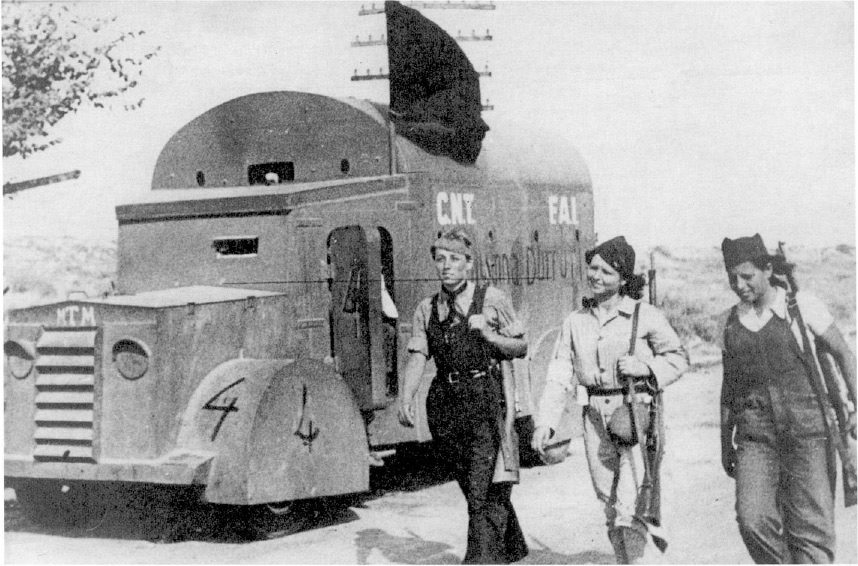
Miliciennes de la Colonne Durruti - 1936.

Elle décède le 16 ou 17 octobre 1936 lors de la bataille de Perdiguera près de Saragosse, avec d'autres infirmières et des dizaines de volontaires étrangers,. Les conditions précises de son décès sont troubles et font l'objet de plusieurs hypothèses. Les troupes franquistes prennent d'assaut un bâtiment occupé et défendu par elle et ses camarades du Groupe international, dans le village de Perdiguera. Elle est soit tuée sur le coup, soit capturée et exécutée ensuite, avec un possible déchaînement de violence et de cruauté. Selon le témoignage d'Antoine Giménez, Augusta Marx et Georgette Kokoczynski auraient été dénudées et éventrées par les franquistes après leur capture. Ils les auraient ensuite jetées encore vivantes sur la ligne de front et un milicien anarchiste les aurait alors achevées,. Un article de La Vanguardia du 11 novembre 1936 explique quant à lui que les deux ont été capturées par les franquistes, puis fusillées et jetées dans une meule de foin, qu'ils auraient ensuite enflammée.
La colonne Durruti mène quelques jours après une contre-offensive pour libérer le village de Perdiguera. Ils retrouvent morts la totalité des défenseurs espagnols et internationaux. Ces morts, et en particulier celle des jeunes femmes du groupe (Georgette Kokoczynski, mais aussi Augusta Marx, Suzanne Hans et probablement Juliette Baudart), provoque une grande émotion parmi les survivants du Groupe international.
Après sa mort à Perdiguera, un article de La Batalla, le journal du POUM du 5 novembre 1936, présente une photo de Trude souriante.